# Марк Ліциній Красс Скрибоніан
Марк Ліциній Красс Скрибоніан (*Marcus Licinius Crassus Scribonianus, прибл. 35 —прибл. 70) — політичний діяч ранньої Римської імперії.

## Життєпис
Походив з роду нобілів Ліциніїв. Третій син Марка Ліцинія Красса Фругі, консула 27 року, та Скрибонії Магни.
Батьки Скрибоніана та його брат Помпей Магн були страчені імператором Клавдієм у 47 році.
За володарювання імператора Нерона Скрибоніан увійшов до складу сената. Тоді ж вступив у судову тягонини зі своїм братом Пізоном за межі між ним і його маєтками. Суперечку розв'язував Веспасіан, майбутній інператор.
У 69 році отримав тіло та поховав вбитого брата Пізона Ліциніана, призначеного спадкоємцем імператора Гальби і через п'ять днів вбитого бунтівними легіонерами. У 70 році військовик Марк Антоній Прим запропонував йому вступити в боротьбу за владу в державі. Скрибоніан вважався сильним претендентом завдяки своїй знатності, проте з обережності рішуче відмовився від цієї справи. Обставини смерті Скрибоніан напевно не відомі. За деякими відомостями загинув або був страчений у 70 році внаслідок своїх контактів з Антонієм.